# Ко Прінс
Якобус Теодорус Вільгельмус «Ко» Прінс (нід. Jacobus Theodorus Wilhelmus "Co" Prins; 5 червня 1938, Амстердам — 26 вересня 1987, Антверпен) — нідерландський футболіст, що грав на позиції нападника, зокрема за «Аякс», а також національну збірну Нідерландів.
Триразовий чемпіон Нідерландів. Дворазовий володар Кубка Нідерландів.

## Клубна кар'єра
У дорослому футболі дебютував 1959 року виступами за амстердамський «Аякс», в якому протягом насутпних чотирьох сезонів взяв участь у 114 матчах чемпіонату і забив 33 голи. За цей час виборов титул чемпіона Нідерландів, ставав володарем Кубка Нідерландів.
1963 року був запрошений до німецького «Кайзерслаутерна», який готувався дебютувати у першому розіграші новоствореної загальнонаціональної Бундесліги, ставши відповідно одним з перших легіонерів в історії цієї ліги. Відіграв у ФРН два сезони, протягом яких його команда здебільшого боролося за виживання у Бундеслізі, а сам нідерландець не завжди отримував місце на полі і за два роки лише дев'ять разів відзначався забитими голами у чемпіонаті.
Тож 1965 року Прінс повернувся до «Аякса», з яким протягом наступних двох років вигравав першість Нідерландів і додав до своїх трофеїв ще один Кубок країни.
1967 року на запрошення свого колишнього тренера в Амстердамі Йозефа Грубера приєднався до очолюваної ним команди «Піттсбург Фантомс» з північноамериканської Національної професійної футбольної ліги (NPSL I). Протягом року був основним гравцем піттсбурзької команди та навіть деякий час виконував обов'язки головного тренера, але вже наступний рік провів в іншій місцевій команді, «Нью-Йорк Дженералс».
1969 року повернувся на батьківщину, де грав за МВВ та «Вітесс», а завершував виступи у команді «Гелмонд Спорт», за яку виступав протягом 1972—1974 років.

## Виступи за збірну
1960 року дебютував в офіційних матчах у складі національної збірної Нідерландів. Протягом кар'єри у національній команді, яка тривала 6 років, провів у її формі 10 матчів, забивши 3 голи.

## Подальше життя
1981 року разом з актором Сильвестром Сталлоне, а також низкою футболістів з різних країн, таких як Пеле, Боббі Мур, Освальдо Арділес та Поль Ван Гімст, зіграв роль одного з в'язнів німецького табору для військовополонених в американській історичній драмі «Перемога».
Помер 26 вересня 1987 року на 50-му році життя в Антверпені через серцевий напад, який трапився безпосередньо під час футбольної гри.
| Дата       | Місто     | Господарі      | Результат | Гості                            | Турнір            | Голи | Примітки |
| ---------- | --------- | -------------- | --------- | -------------------------------- | ----------------- | ---- | -------- |
| 30-10-1960 | Прага     | Чехословаччина | 4 – 0     | Нідерланди                       | товариський матч  | -    |          |
| 1-4-1962   | Антверпен | Бельгія        | 3 – 1     | Нідерланди                       | товариський матч  | -    |          |
| 9-5-1962   | Роттердам | Нідерланди     | 4 – 0     | Північна Ірландія                | товариський матч  | -    |          |
| 16-5-1962  | Осло      | Норвегія       | 2 – 1     | Нідерланди                       | товариський матч  | -    |          |
| 5-9-1962   | Амстердам | Нідерланди     | 8 – 0     | Нідерландські Антильські острови | товариський матч  | 2    |          |
| 26-9-1962  | Антверпен | Данія          | 4 – 1     | Нідерланди                       | товариський матч  | 1    |          |
| 14-10-1962 | Антверпен | Бельгія        | 2 – 0     | Нідерланди                       | товариський матч  | -    |          |
| 11-11-1962 | Амстердам | Нідерланди     | 3 – 1     | Швейцарія                        | Відбір до ЧЄ 1964 | -    |          |
| 7-4-1965   | Роттердам | Нідерланди     | 0 – 0     | Північна Ірландія                | Відбір до ЧС 1966 | -    |          |
| 17-10-1965 | Амстердам | Нідерланди     | 0 – 0     | Швейцарія                        | Відбір до ЧС 1966 | -    |          |
| Усього     |           | Матчів         | 10        |                                  | Голів             | 3    |          |

## Титули і досягнення
- Чемпіон Нідерландів (3):

«Аякс»: 1959–1960, 1965–1966, 1966–1967
- Володар Кубка Нідерландів (2):

«Аякс»: 1960–1961, 1966–1967